# Luboš Kalouda
Luboš Kalouda (ur. 20 maja 1987 w Brnie) – czeski piłkarz występujący na pozycji pomocnika.

## Kariera piłkarska

### Kariera klubowa
W 2006 rozpoczął karierę piłkarską w 1. FC Brno. W zimowym oknie transferowym 2008 przeszedł dzięki udanym występom na Mistrzostwach Świata U-20 w Kanadzie do rosyjskiego CSKA Moskwa za ok. 5 mln euro. W 2009 został wypożyczony do Sparty Praga, a w 2010 roku do Wołgaru-Gazprom Astrachań. 31 sierpnia 2011 został wypożyczony do FK Ołeksandrija. Na początku 2012 był na testach w irlandzkim klubie Limerick F.C., ale powrócił do Oleksandrii, jednak ukraiński klub nie zechciał kontynuować współpracy i piłkarz pozostał w CSKA. Po wygaśnięciu kontraktu z CSKA w lipcu 2012 został piłkarzem Dukli Praga. W 2014 przeszedł do 1. FC Slovácko.